# Offentliga e-tjänster
Offentliga e-tjänster ingår i e-förvaltning, och har av Verket för förvaltningsutveckling ("Verva") definierats som en service som medborgare och företag kan använda för att uträtta olika ärenden som de har hos en offentlig myndighet. Denna service tillhandahålls som en elektronisk tjänst och erhålls till exempel med hjälp av en dator, mobiltelefon eller via avancerad telefonservice. För att e-tjänsten ska anses vara offentlig krävs det att det är en offentlig myndighet som tillhandahåller tjänsten åt medborgare och företag.

## Exempel på offentliga e-tjänster
- Skatteverket
  - E-deklaration
  - Flyttanmälan
  - Skriva ut personbevis
- Skogsstyrelsen
  - Avverkningsanmälan via Mina Sidor
  - Blanketter
  - Karttjänster

- Vanligt förekommande e-tjänster hos Sveriges kommuner
  - Diskussionsforum
  - E-diarium
  - Stugbokning
  - Blanketter

## Användning
En svensk undersökning från Internetstiftelsen visade år 2021 att 9 av 10 svenskar (96 %) använt olika digitala samhällstjänster eller offentliga e-tjänster. De som inte använt sig av det är framförallt de äldsta i samhället, varav många har behövt få hjälp med de digitala tjänsterna. 81 procent av svenskarna har använt Skatteverkets e-tjänster, 79 procent har använt e-tjänster för sjukvården och 61 procent använder sig av digital brevlåda. Andra exempel på digitala samhällstjänster som många svenskar använder är e-tjänst för kollektivtrafik (50 %), e-tjänst för pension (46 %) och e-tjänst för bibliotek (18 %). Undersökningen visade även att var femte svensk avstod från att använda digitala samhällstjänster för att de känns osäkra, bland annat oroade man sig för hackare, risken att personuppgifter delas med eller förs vidare till andra myndigheter, risken för att appar i mobilen kunde innebära att myndigheter kunde följa fysisk förflyttning eller att någon anställd inom en myndighet kunde ta del av personuppgifter för andra syften än att utföra sitt arbete.
Samma undersökning visade även att 53 procent av svenskarna önskar att de kunde rösta på internet istället för att besöka en vallokal.